# Germaine Richier

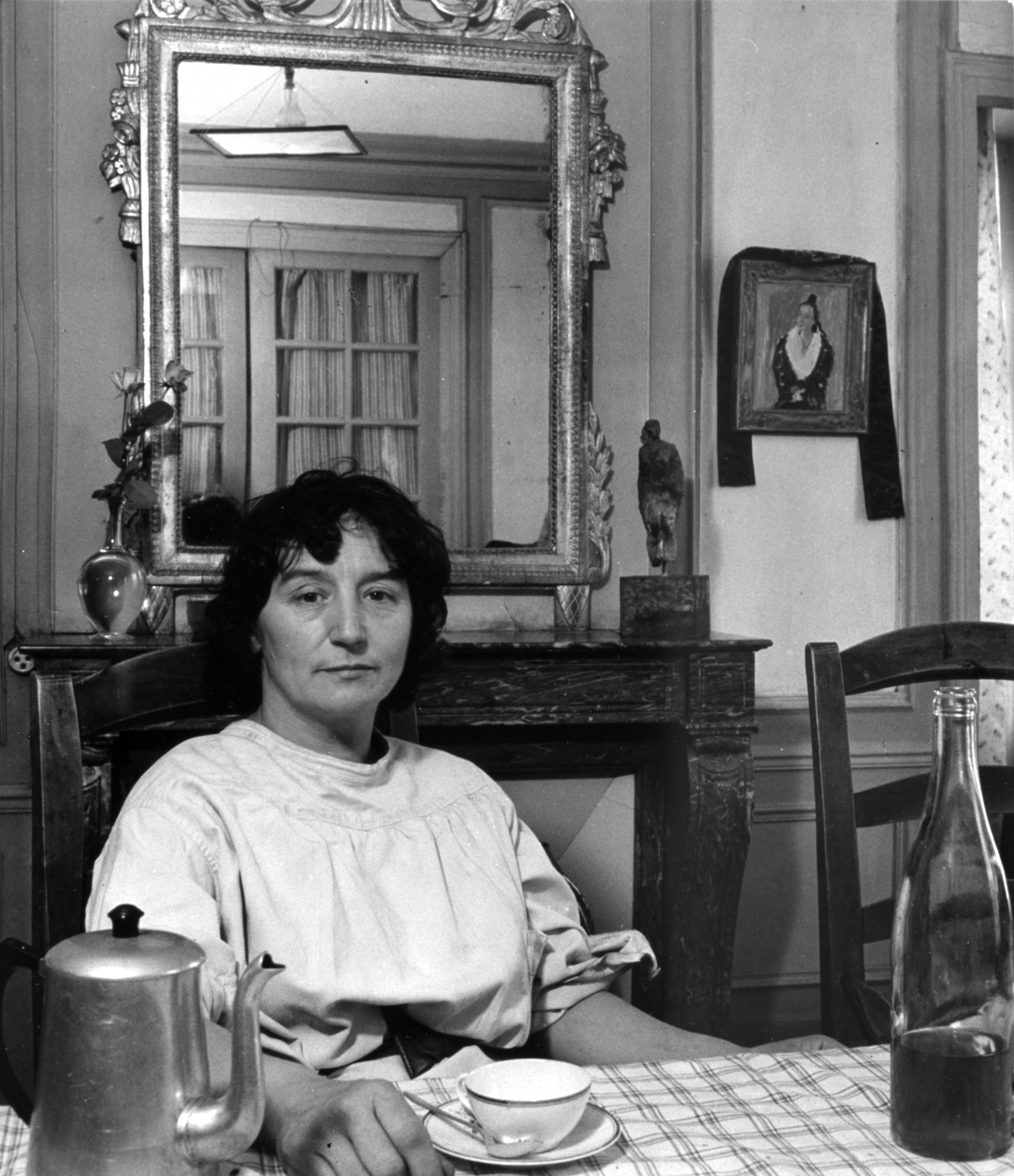
Germaine Richier.

Germaine Richier, född 16 september 1902 i Grans, Frankrike, död 21 juli 1959 i Montpellier, var en fransk skulptör och grafiker.

## Biografi
Richier började sina studier vid Ecole des Beaux Arts i Montpellier, i ateljén hos Louis-Jacques Guigues. År 1926 började hon arbeta med Antoine Bourdelle, och var kvar i ateljén fram till dennes död 1929. Där träffade hon Alberto Giacometti, även om de två var aldrig nära vänner. 
Richier var för sin del mer intresserad av en klassisk syn på skulpturen. Hon föredrog att arbeta med en levande modell och sedan omarbeta den slutliga produkten. Hon träffade också César Baldaccini i detta skede i sin karriär, men gifte sig med Otto Bänninger i december 1929. 
År 1936 vann Richier Prix Blumenthal. Hon fick viss uppskattning inom konstlivet för sin verksamhet, men verkade börja falla i glömska igen före sin död 1959.

## Konstnärskap

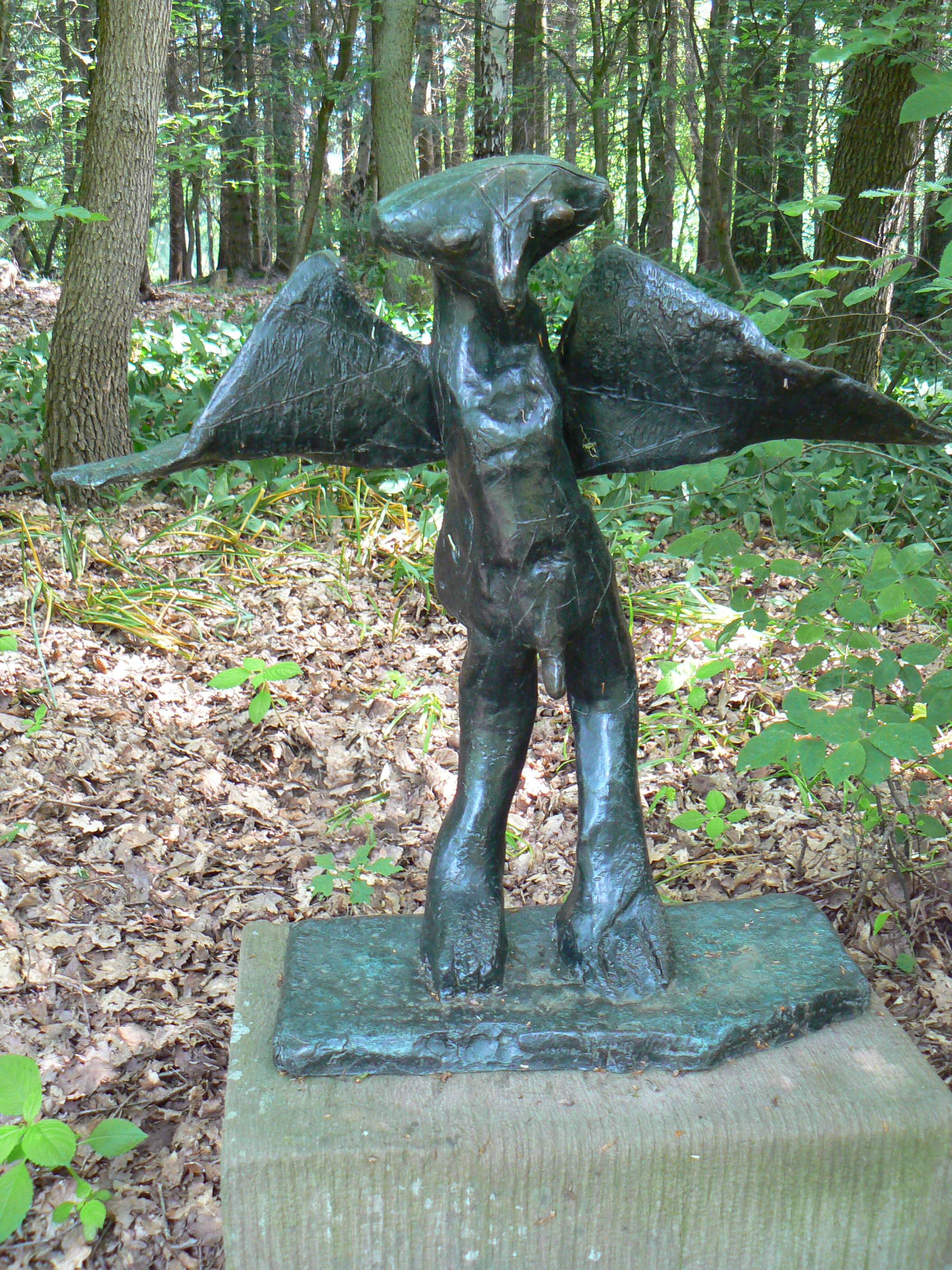
Germaine Richier: Le grand homme de la nuit (1954-1955) i skulpturpark KMM / Nederländerna.

Richiers tidiga arbeten, då hon var påverkad av sin lärare Bourdelle, kombinerar klassiska former med människor-djur-hybrider och visar varelser som spindlar och hydror. Hennes stil blev på 1940-talet mera nonfigurativ efter andra världskriget med en Rodininfluerad expressiv skulpturstil. De kroppsliga deformationer hon då föredrog att ge sina modeller var mer accentuerade i ett försök att förmedla en större känsla av ångest.
Den största kontroversen kring Richiers arbete kom med hennes skapande av en Kristusstaty för kyrkan Notre-Dame de Toute Grâce du Plateau d'Assy, tänkt att skildra Kristi fysiska och andliga plågor. Hon förklarade ”att korset har tagits med för lidandet i köttet, och det finns inget ansikte eftersom Gud är anden och ansiktslös”. Skulpturen gömdes undan på order av biskopen i Annecy. Denna händelse blev en katalysator för en stor debatt under 1950-talet om naturen och rollen hos hos sakral konst, då många konstnärer motsatte sig den traditionella rollen av religiös och akademisk konst. Vissa har också beskrivit kontroversen som en debatt om Guds natur i det moderna samhället. Richier finns representerad vid Moderna museet i Stockholm.